# Нілс Нільссон
Нілс Джон Нільссон (нар. 6 лютого 1933 — пом. 23 квітня 2019) — американський комп'ютерний вчений. Один із дослідників-засновників дисципліни штучного інтелекту. З 1991 року до виходу на пенсію він був першим професором інженерії Кумагаї в галузі інформатики в Стенфордському університеті. Він особливо відомий внеском у пошук, планування, представлення знань і робототехніку.

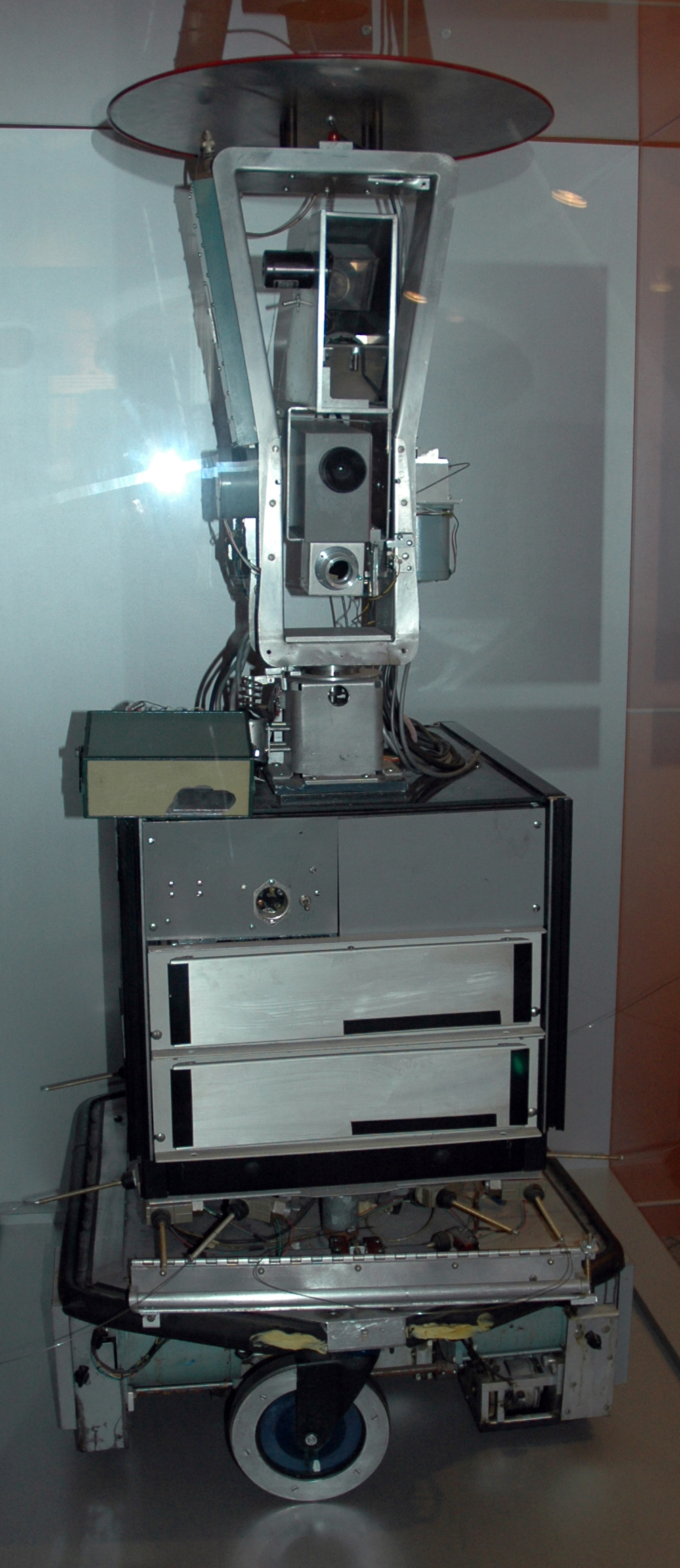
Шекі в Музеї комп'ютерної історії, Маунтін-В’ю, Каліфорнія

## Молодість і освіта
Нільссон народився в Сагіно, штат Мічіган, у 1933 році. Отримав ступінь доктора філософії в Стенфорді в 1958 році і провів більшу частину своєї кар'єри в SRI International, приватній дослідницькій лабораторії, що відокремилася від Стенфорда.
Нільссон служив лейтенантом ВПС США з 1958 по 1961 рік; працював у Rome Air Development Center в Роумі, штат Нью-Йорк.

## Кар'єра

### SRI International
Починаючи з 1966 року, Нільссон разом із Чарльзом А. Розеном і Бертрамом Рафаелем очолював дослідницьку групу зі створення Шекі, робота, який будував модель свого середовища на основі даних датчиків, міркував про це середовище, щоб скласти план дій, а потім виконав цей план, надсилаючи команди своїм двигунам. Ця парадигма мала величезний вплив на ШІ. Такі підручники, як «Вступ до штучного інтелекту», «Основи штучного інтелекту» та перше видання «Штучний інтелект: сучасний підхід» демонструють цей вплив майже в кожному розділі. Хоча основна ідея використання логічних міркувань для прийняття рішення про дії належить Джону Маккарті, група Нільссона була першою, хто втілив її в повноцінного агента, попутно винайшовши алгоритм пошуку A* і заснувавши поле автоматизованого планування часу. В останньому прагненні вони винайшли планувальник STRIPS, представлення дій якого все ще є основою багатьох сучасних алгоритмів планування. Підгалузь автоматизованого тимчасового планування, яка називається класичним плануванням, базується на більшості припущень, закладених у STRIPS.

### Стенфордський університет
У 1985 році Нільссон став викладачем Стенфордського університету на факультеті комп’ютерних наук. Завідував кафедрою з 1985 по 1990 рік. Він був професором інженерії Кумагаї від заснування кафедри приблизно в 1991 році до виходу на пенсію, і залишався почесним професором Кумагаі до своєї смерті.
Він був четвертим президентом AAAI (1982–83) і членом-засновником цієї організації. Нільссон написав або став співавтором кількох книг про штучний інтелект, у тому числі дві, які отримали особливу популярність – «Принципи штучного інтелекту» (1982) і «Логічні основи штучного інтелекту» (1987).

## Нагороди та членство
У 2011 році Нільссон був включений до Зали слави штучного інтелекту IEEE Intelligent Systems за «значний внесок у сферу ШІ та інтелектуальних систем».

## Особисте життя
19 липня 1958 року Нільссон одружився з Карен Браухт, з якою мав двох дітей. Браухт померла у 1991 році. У 1992 році він одружився з Ґрейс Ебботт, яка мала чотирьох дітей від попереднього шлюбу.
Нільссон помер 23 квітня 2019 року у своєму будинку в Медфорді, штат Орегон, у віці 86 років.

## Вибрані праці
- — (1982) [1980], Principles of Artificial Intelligence, Springer-Verlag, ISBN 978-3-540-11340-9.
- Genesereth, Michael; Nilsson, Nils John (1987) [1976], Logical Foundations of Artificial Intelligence, Morgan Kaufmann, ISBN 978-1-493-30598-8.
- — (1990), The Mathematical Foundations of Learning Machines, Morgan Kaufmann, ISBN 978-1-558-60123-9.
- — (1998), Artificial Intelligence: A New Synthesis, Morgan Kaufmann, ISBN 978-1-558-60467-4.
- — (2009), The Quest for Artificial Intelligence, Cambridge University Press, ISBN 978-0-521-11639-8.
- — (2014), Understanding Beliefs, MIT Press, ISBN 978-0-262-52643-2.